# Hermelín
Hermelín is een Tsjechische kaassoort. Het bevat witte schimmel en heeft gelijkenis met camembert en brie.
Toepassingen
- Smažený hermelín

Gebakken hermelín-kaas in een jasje van paneermeel
- Nakládaný hermelín

Gemarineerd in zonnebloemolie, verschillende pepersoorten en ui of knoflook
- Grilovaný hermelín

Gemarineerd in onder andere zonnebloemolie en in aluminiumfolie gewikkeld gegrild op een barbecue
- Als borrelhapje
- Op brood

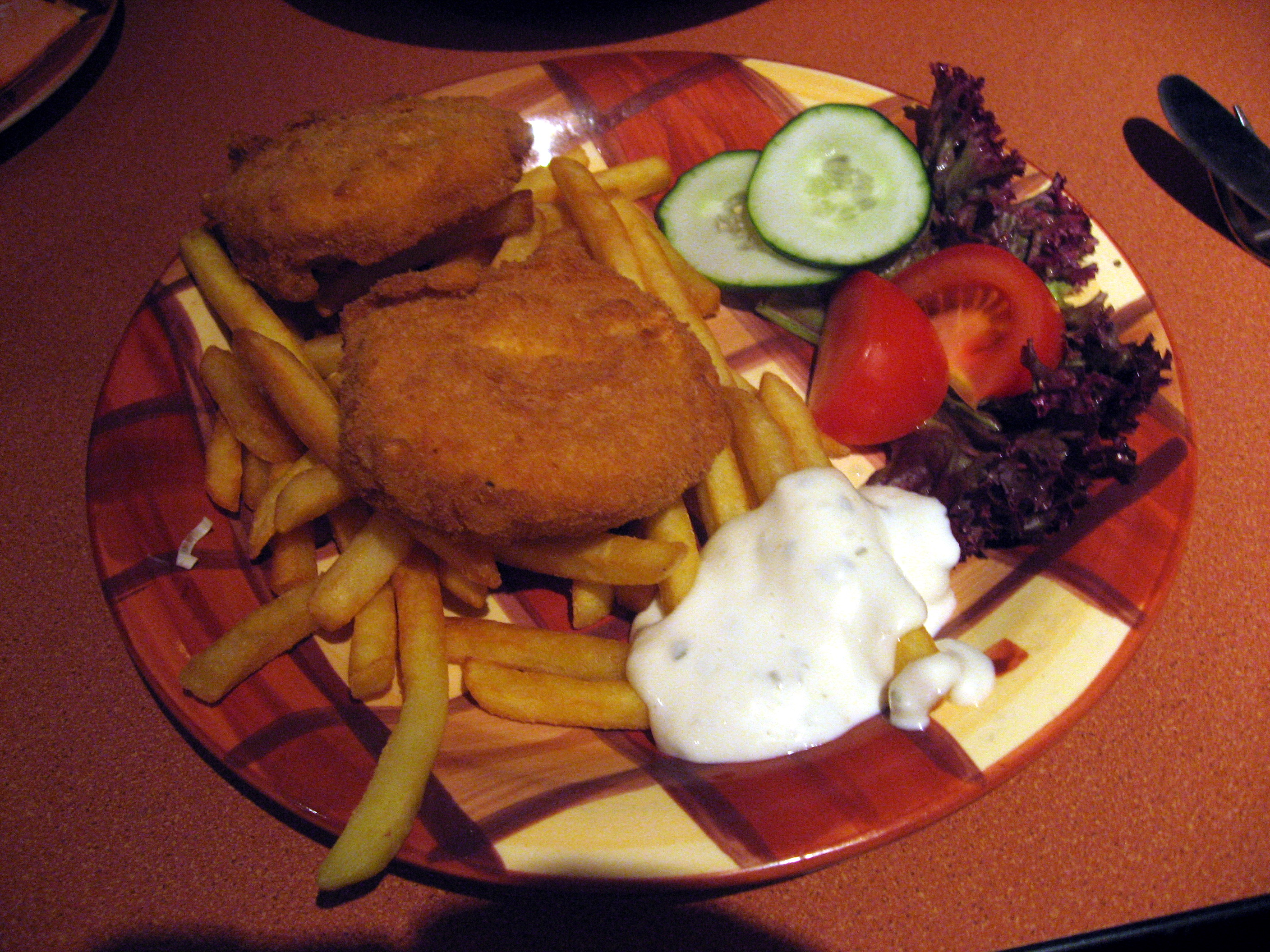
Gebakken hermelín
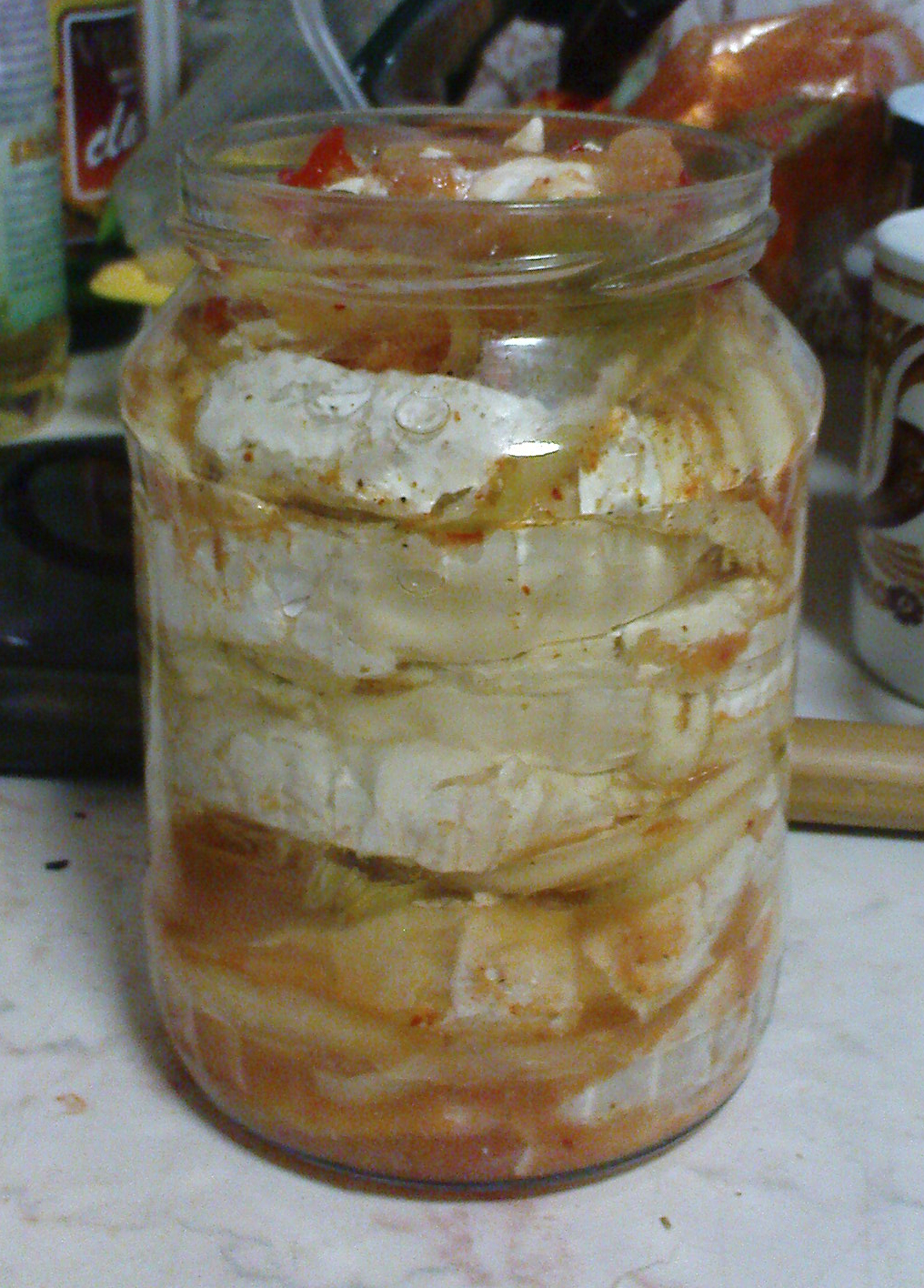
Gemarineerde hermelin
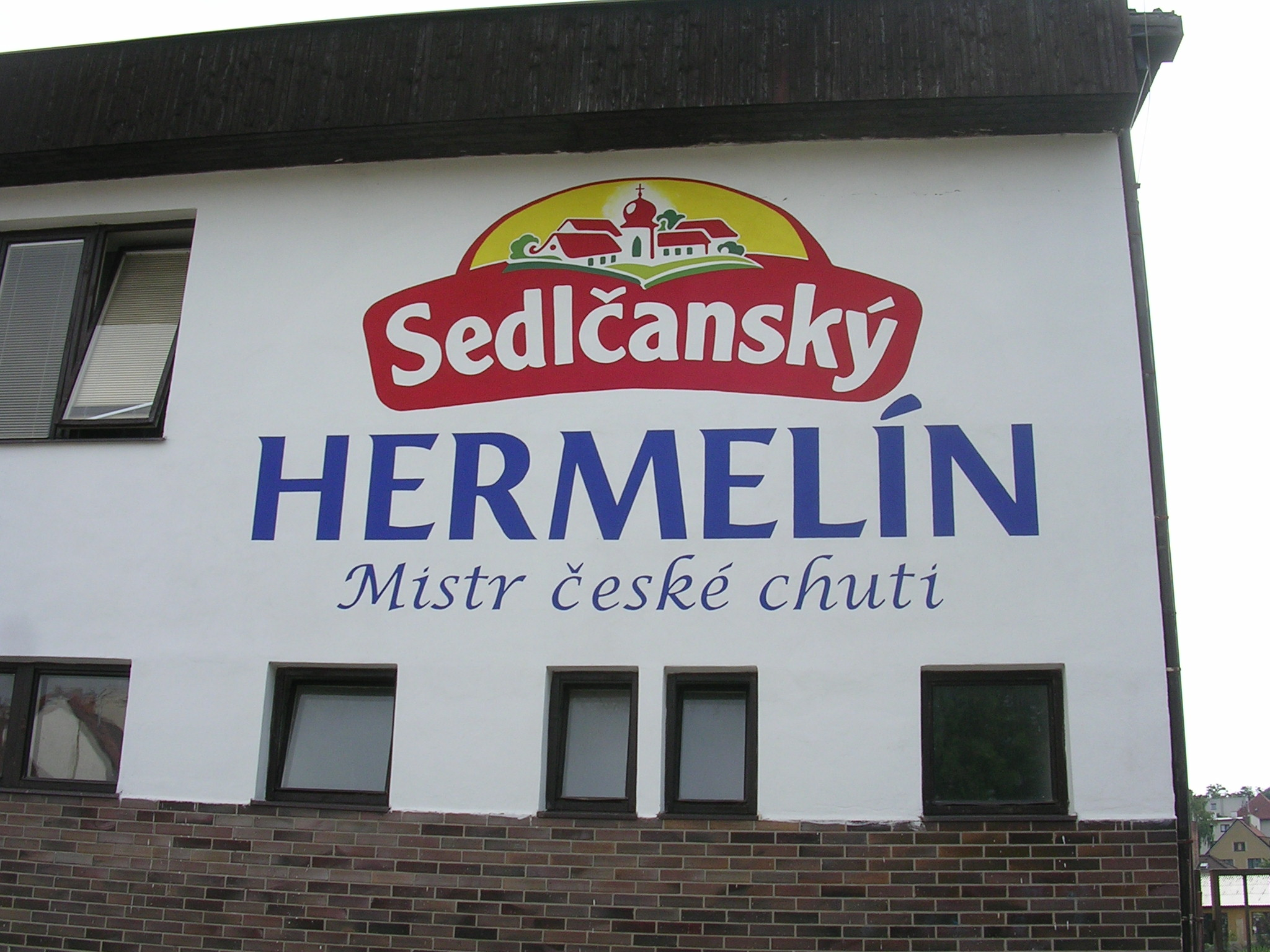
Reclame voor hermelín